# Barbut pintat
El barbut pintat (Buccanodon duchaillui) és una espècie d'ocell de la família dels líbids (Lybiidae) i única espècie del gènere Buccanodon.

## Descripció
- Fa uns 17 cm de llargària.
- Adult de color general negre blavós amb abundants taques grogues principalment per l'abdomen, costats, ales i part inferior del pit. Un pegat vermell al front i capell. Línia groga des de l'ull fins al coll. Bec negre.
- Immaturs amb colors menys marcas i sense pegat vermell al cap. La base del bec és groc pàl·lid.

## Hàbitat i distribució
Viu a les selves i altres formacions boscoses de l'Àfrica subsahariana, a Sierra Leone, Libèria, Costa d'Ivori, Ghana, Nigèria, sud de Camerun, Guinea Equatorial, el Gabon, República del Congo, Cabinda, sud de la República Centreafricana, República Democràtica del Congo, Uganda i oest de Kenya i de Tanzània.